# Toonpur Ka Superrhero
Pour plus de détails, voir Fiche technique et Distribution.
Toonpur Ka Superrhero (टूनपुर का सुपर हीरो) est un film indien de Bollywood réalisé par Kireet Khurana, sorti en 2010.
Le film mêle pour la première fois en Inde, animation 3D et prises de vues réelles. Les rôles principaux sont tenus par Ajay Devgan et Kajol.

## Synopsis
Aditya, star du cinéma d'action, forme un couple heureux avec Priya. Ils ont deux enfants qui déplorent que leur père ne soit qu'un héros de celluloïd. L'occasion de se racheter aux yeux de sa progéniture est donnée à Aditya quand il se trouve projeté dans l'univers de Toonpur, leur dessin animé favori. Il y combat les méchants Toonasurs pour venir en aide aux gentils Devtoons.

## Fiche technique
- Titre : Toonpur Ka Superrhero
- Titre original : टूनपुर का सुपर हीरो
- Réalisateur : Kireet Khurana
- Scénario : Raagi Bhatnagar et Kireet Khurana
- Musique : Anu Malik
- Parolier : Kumaar et Munna Dhiman
- Direction artistique : Narendra Rahurikar
- Photographie : Nirmal Jani
- Animation : Gokul Chandran, Tehzeeb Khurana, Manoj Nagar et Dange Sangram
- Cascades et combats : Jack Gill
- Production : Kumar Mangat Pathak et Krishika Lulla pour Big Screen Entertainment
- Pays de production : Inde
- Langue : hindi
- Genre : Animation, action, comédie et fantastique
- Date de sortie : 24 décembre 2010
- Format : Couleurs, 2.35 : 1

## Distribution
- Ajay Devgan : Aditya
- Kajol : Priya
- Amey Pandya : Kabeer, fils d'Aditya
- Chinky Jaiswal : Raima, fille d'Aditya
- Sanjay Mishra : Shyam
- Delnaz Paul : Ramola
- Mukesh Tiwari : Inspecteur Kitkite
- Vivek Vaswani : P.K. Dhoot
- Tanuja : Caméo, mère de Priya
- Raza Murad : Caméo

## Musique
La musique du film est composée par Anu Malik exceptée celle du générique qui est de Rishi Rich, sur des paroles de Mumzy. La bande originale est sortie le 10 décembre 2010.
- Lets go to Toonpur (Rishi Rich) interprété par Mumzy Stranger, Veronica, H-Dhami
- Nach Mere Naal interprété par Master Salim, Alisha, Mumzy Stranger
- Jeetoge Tum interprété par Javed Ali, Roop Kumar Rathod
- Rubtood interprété par Altaf Raja, Ajay Devgan, Sonu Nigam, Sudesh Bhonsle
- Baliye interprété par Hard Kaur, Shaan
- Lets go to Toonpur - Remix interprété par Mumzy Stranger, Veronica, H-Dhami
- Nach Mere Naal - Remix interprété par Master Salim, Alisha, Mumzy Stranger